# Coriphagus
Il corifago (gen. Coriphagus) è un mammifero estinto, appartenente ai pentacodontidi. Visse nel Paleocene medio (circa 62 - 61 milioni di anni fa) e i suoi resti fossili sono stati ritrovati in Nordamerica.

## Descrizione
Questo animale doveva essere delle dimensioni di un grosso scoiattolo, ed è conosciuto principalmente per frammenti di mascelle, per mandibole e per la dentatura. I molari erano di forma triangolare e ricordavano quelli di altri mammiferi arcaici del Paleocene, come Anisonchus, ed erano sprovvisti di conuli e di stili esterni. La particolarità di Coriphagus era data dall'ingrandimento del quarto premolare inferiore, che tuttavia non era così sviluppato come in altri animali simili (Aphronorus e Pentacodon). La mandibola era lunga e sottile, ma la dentatura era insolitamente robusta.

## Classificazione
Il genere Coriphagus venne descritto per la prima volta nel 1908 da Earl Douglass, sulla base di resti fossili ritrovati in Montana in terreni risalenti al Paleocene medio; la specie tipo è Coriphagus montanus. A questo genere è stata poi attribuita anche la specie C. encinensis, inizialmente descritta come Mixoclaenus encinensis e rinvenuta in Nuovo Messico e in Wyoming.
La storia tassonomica di Coriphagus è piuttosto complicata, a causa delle insolite caratteristiche dentarie. Inizialmente questo animale venne attribuito ai periptichidi, un gruppo di mammiferi ungulati arcaici del Paleocene, a causa della struttura dei molari; altre classificazioni hanno indicato una possibile parentela con gli insettivori (o carnivori) ossiclenidi, nell'ambito dei procreodi. Il quarto premolare sviluppato, tuttavia, farebbe pensare a un'appartenenza ai pentacodontidi, un altro enigmatico gruppo di mammiferi paleocenici dalle affinità incerte. Sembra che Coriphagus fosse uno dei più arcaici rappresentanti di questa famiglia.

## Paleoecologia
Non è chiaro quale fosse lo stile di vita di questo animale; forse Coriphagus si nutriva di insetti o di animali dotati di guscio, e potrebbe aver avuto un habitat fossorio.